# Говардс-Энд (фильм)
«Го́вардс-Энд» (англ. Howards End) — исторический  фильм Джеймса Айвори, вышедший на экраны в 1992 году. Экранизация одноимённого романа Эдварда Моргана Форстера. Главные роли исполнили Эмма Томпсон, Энтони Хопкинс и Хелена Бонэм Картер. Лента получила три премии «Оскар» и приз Каннского кинофестиваля.

## Сюжет
Действие происходит в Великобритании в начале XX века. В фильме рассказывается о трёх семействах, представляющих три разных класса. Уилкоксы — богатые капиталисты, представляют класс, заменяющий старую аристократию. Сёстры Шлегель представляют просвещённую буржуазию. Басты принадлежат к низам среднего класса. Судьба имения Говардс-Энд служит своеобразной метафорой судеб Великобритании.
В самом начале фильма раскрывается характер семейства Уилкокс, циничных, подлых, расчётливых и грубых людей. Таковы сам глава семейства, крупный капиталист, его сыновья, дочь и невестки. Мать семьи, Рут Уилкокс — владелица усадьбы Говардс-Энд, совсем не похожа на свою семью, и очень страдает от одиночества. На водах в Германии Уилкоксы знакомятся с семьёй Шлегель — сестрами Маргарет и Хелен и их братом Тибби. Шлегели начитанны, артистичны, образованны. В их доме ведутся дискуссии и обсуждаются новинки литературы. Сёстры и брат привязаны друг к другу, всегда веселы и остроумны.
Младшую сестру Хелен приглашают погостить в Говардс-Энд и у неё завязывается роман с одним из сыновей Уилкокса, Полом. Под влиянием страсти, Пол делает ей предложение. Хелен не терпится поделиться новостями с родными, и она посылает им телеграмму о своей помолвке. Однако наутро Пол Уилкокс говорит, что это был минутный порыв и предлагает всё забыть. Но родственники Хелен встревожены, и в деревню отправляется тётя Хелен, Джули. На вокзале она случайно встречает второго сына Уилкокса и просит его подвезти её в Говардс-Энд. В ходе автомобильной поездки она спрашивает про помолвку, и старший сын Улкокса приходит в ярость, он ничего не знал об этом. Он начинает грубо браниться, кричать, что Хелен треплется на всю округу и едва не вынуждает тётушку Джули спрыгнуть на ходу из автомобиля. Хелен и её тётя уезжают.
Спустя месяц пути Уилкоксов и Шлегелей вновь пересекаются. Уилкоксы арендовали квартиру в Лондоне как раз напротив окон квартиры Шлегелей. Старшая из сестёр, Маргарет Шлегель, заходит с визитом вежливости к Рут Уилкокс. Истосковавшаяся по общению, тяжёло больная и одинокая среди своей семьи мадам Уилкокс страстно привязывается к Маргарет, она ведёт с ней долгие разговоры, рассказывает о доме своего детства, Говардс-Энде, о красоте его природы и даже хочет свозить Маргарет туда. Понимая, что никто из её собственной семьи не в состоянии оценить её любимое поместье, она завещает его Маргарет Шлегель. 
После смерти Рут семейный совет Уилкоксов решает уничтожить завещание и ничего не сообщать о нём Маргарет Шлегель. Глава семейства, Генри, просит у Маргарет помощи в подборе новой лондонской квартиры. Они сближаются до такой степени, что вдовец Генри предлагает Маргарет стать его женой. Поразмыслив, она принимает неожиданное предложение. 
Между тем сёстры сводят знакомство с клерком Леонардом Бастом, который импонирует им своим кругом чтения и широтой интересов. Генри намекает Маргарет, что фирма, где работает Баст, неминуемо разорится, и советует ему, пока не поздно, сменить работу. Послушавшись своих новых друзей, Баст находит менее оплачиваемое место, которое в итоге также теряет. Между тем его прежний работодатель — вопреки прогнозам Генри — продолжает процветать. Чтобы загладить свою вину за оплошный совет, Маргарет приглашает чету Бастов на свадьбу дочери Генри. Жена Баста под влиянием опьянения теряет контроль над собой и громогласно признаёт в хозяине дома, Генри Уилкоксе, своего бывшего любовника. Разражается скандал. 
Хелен, не одобряющая сближение Маргарет с Уилкоксами и её брак, готовится уехать подальше от всех этих неприятностей — в Германию. Накануне отъезда, проводя время на реке в обществе Баста, она не может отказать ему в интимной близости. Маргарет беспокоит отсутствие вестей от сестры из Германии. Наконец выясняется, что незамужняя Хелен ждёт ребёнка. Чарльз Уилкокс первым догадывается, что отцом ребёнка является Баст. Когда последний, проиграв борьбу с нищетой, появляется в Говардс-Энде, Чарльз в ярости нападает на него. В ходе стычки слабое сердце Баста не выдерживает, и он умирает. Чарльза берут под арест и приговаривают к трём годам заключения.
В эпилоге показано, что Маргарет и Генри, несмотря на все постигшие их злоключения, продолжают жить в Говардс-Энде вместе с Хелен, которая воспитывает своего ребёнка. Генри раскрывает Маргарет тайну завещания Рут и обещает, что после его смерти поместье точно перейдёт к Маргарет.

## В ролях
- Эмма Томпсон — Маргарет Шлегель
- Энтони Хопкинс — Генри Уилкокс
- Хелена Бонэм Картер — Хелен Шлегель
- Сэмюэл Уэст — Леонард Баст
- Ванесса Редгрейв — Рут Уилкокс
- Джеймс Уилби — Чарльз Уилкокс
- Никола Даффетт — Джеки Баст
- Эдриан Росс Мэдженти — Тибби Шлегель
- Прунелла Скейлс — тётя Джули
- Джемма Редгрейв — Иви Уилкокс
- Джозеф Беннетт — Пол Уилкокс
- Сьюзи Линдеман — Долли Уилкокс
- Питер Сельер — полковник Фасселл
- Криспин Бонэм-Картер — Альберт Фасселл
- Саймон Кэллоу — лектор по музыке

## Награды и номинации

### Награды
- 1992 : Каннский кинофестиваль — 45th Anniversary Prize (Джеймс Айвори)
- 1992 : Общество кинокритиков Нью-Йорка — Лучшая актриса (Эмма Томпсон)
- 1992 : Национальный совет кинокритиков США
  - Лучший фильм
  - Лучшая актриса (Эмма Томпсон)
  - Лучший режиссёр (Джеймс Айвори)
- 1992 : Southeastern Film Critics' Association — Лучшая актриса (Эмма Томпсон)
- 1993 : Оскар
  - Лучшая женская роль (Эмма Томпсон)
  - Лучший сценарий (Рут Правер Джабвала)
  - Лучшая работа художника-постановщика (Лучана Арриги, Ян Уиттакер)
- 1993 : BAFTA
  - Лучшая актриса (Эмма Томпсон)
  - Лучший фильм (Исмаил Мерчант, Джеймс Айвори)
- 1993 : Золотой глобус — Лучшая женская роль — драма (Эмма Томпсон)
- 1993 : Бодиль — Лучший европейский фильм
- 1993 : Давид ди Донателло — Лучшая зарубежная актриса (Эмма Томпсон)
- 1993 : Серебряная лента — Лучшая работа художника-постановщика (Лучана Арриги)
- 1993 : Премия Лондонского кружка кинокритиков
  - Лучший британский фильм
  - лучшая британская актриса (Эмма Томпсон)

### Номинации
- 1993 : Оскар
  - Лучший фильм (Исмаил Мерчант)
  - Лучшая режиссура (Джеймс Айвори)
  - Лучшая женскую роль второго плана (Ванесса Редгрейв)
  - Лучшая операторская работа (Тони Пирс-Робертс)
  - Лучший дизайн костюмов (Дженни Беван, Джон Брайт)
  - Лучшая музыка к фильму (Ричард Роббинс)
- 1993 : BAFTA
  - Лучшая режиссура (Джеймс Айвори)
  - Лучший сценарий — адаптация (Рут Правер Джабвала)
  - Лучшая актриса второго плана (Хелена Бонэм Картер)
  - Лучший актёр второго плана (Сэмюэль Уэст)
  - Лучшая операторская работа (Тони Пирс-Робертс)
  - Лучшая работа художника-постановщика (Лучана Арриги)
  - Лучшие костюмы (Дженни Беван, Джон Брайт)
  - Лучший монтаж (Эндрю Маркус)
  - Лучший грим (Кристин Беверидж)
- 1993 : Золотой глобус
  - Лучший режиссёр (Джеймс Айвори)
  - Лучший фильм — драма
  - Лучший сценарий (Рут Правер Джабвала)
- 1993 : Сезар — Лучший фильм на иностранном языке (Джеймс Айвори)
- 1993 : Давид ди Донателло
  - Лучший иностранный фильм (Джеймс Айвори)
  - Лучший иностранный актёр (Энтони Хопкинс)
- 1993 : премия Гильдии режиссёров США — Лучшая режиссёра полнометражного фильма (Джеймс Айвори)
- 1993 : премия Гильдии сценаристов США — Лучший адаптированный сценарий (Рут Правер Джабвала)
- 1993 : Независимый дух — Лучший иностранный фильм (Джеймс Айвори)
- 1993 : Серебряная лента — Лучший иностранный режиссёр (Джеймс Айвори)